# Phalauda
Phalauda är en ort i Indien.   Den ligger i distriktet Meerut och delstaten Uttar Pradesh, i den norra delen av landet, 80 km nordost om huvudstaden New Delhi. Phalauda ligger 238 meter över havet och antalet invånare är 18 545.
Terrängen runt Phalauda är mycket platt. Runt Phalauda är det tätbefolkat, med 493 invånare per kvadratkilometer. Närmaste större samhälle är Mawāna, 13,0 km sydost om Phalauda. Trakten runt Phalauda består till största delen av jordbruksmark.